# トゥー・プルーデンシャル・プラザ
トゥー・プルーデンシャル・プラザ(Two Prudential Plaza)は、アメリカ合衆国イリノイ州・シカゴ市にある超高層ビル。1990年に完成した。

## 概要
64階建て、303mで、現在シカゴで5番目の高さのビルである。設計は、Loebl, Schlossman & Hackl社。1955年に建てられた44階建てのワン・プルーデンシャル・プラザ(One Prudential Plaza)の隣に建設された。両ビルとも2006年、ロサンゼルスの不動産会社・ベントレーフォーブズ社に売却された。ビルにはカナダの領事館などが入居している。